# UFC 137
UFC 137: Penn vs. Diaz foi um evento de artes marciais mistas promovido pelo  Ultimate Fighting Championship em 29 de outubro de 2011 no Mandalay Bay Events Center em Las Vegas, Nevada.

## Background
Era planejado que o campeão dos meio-médios do Strikeforce, Nick Diaz, enfrentasse o campeão dos meio médios do UFC Georges St.Pierre, mas por conta de faltas de Diaz em compromissos pré-luta, o presidente do UFC Dana White anunciou que Carlos Condit, que originalmente lutaria com BJ Penn no mesmo evento faria a luta pelo título.
Após isso, Dana White anunciou que Nick Diaz enfrentaria BJ Penn, que originalmente enfrentaria Carlos Condit, o próprio Dana White definiu este "troca-troca" como uma loucura.
O UFC 137 também marcou a despedida da lenda croata Mirko Cro Cop, após perder no início do ano para Brendan Schaub, Cro Cop já tinha falado em aposentadoria, mas, decidiu fazer mais uma luta no UFC 137 contra Roy Nelson.
No dia 18 de outubro foi anunciado que Georges St. Pierre  havia se machucado durante os treinos e era esperado que BJ Penn e Nick Diaz fosse o novo evento principal do UFC 137, Carlos Condit, que era o desafiante ao titulo dos meio médios anunciou esperaria por St. Pierre.
Por fim, a luta entre Brad Tavares e Dustin Jacoby foi promovida ao main card do UFC 137.

## Bônus da Noite
- Luta da Noite (Fight of the Night): Nick Diaz vs. B.J. Penn
- Nocaute da Noite (Knockout of the Night): Bart Palaszewski
- Finalização da Noite (Submission of the Night): Donald Cerrone

Cada um dos lutadores ganhou 75.000 dólares em bônus.